# بيتر غاردنر (منافس ألعاب قوى)
بيتر غاردنر (بالإنجليزية: Peter Gardner)‏ هو منافس ألعاب قوى أسترالي، ولد في 5 يناير 1925، وتوفي في 15 فبراير 1996.

## وصلات خارجية
- بيتر غاردنر على موقع النتائج التاريخية لألعاب القوى الأسترالية (الإنجليزية)
- بيتر غاردنر على موقع اللجنة الأولمبية الدولية (الإنجليزية)
- بيتر غاردنر على موقع أوليمبيديا (الإنجليزية)
- بيتر غاردنر على موقع اللجنة الأولمبية الأسترالية (الإنجليزية)
- بيتر غاردنر على موقع اتحاد ألعاب الكومنولث (مؤرشف) (الإنجليزية)